# Amarantine Special Christmas Edition
Amarantine Special Christmas Edition é um álbum duplo de Enya lançado em Novembro de 2006. O primeiro disco traz as mesmas canções de Amarantine lançado um ano antes, o segundo disco traz quatro canções inéditas.
| Críticas profissionais                                                      | Críticas profissionais |
| Avaliações da crítica                                                       | Avaliações da crítica  |
| Fonte                                                                       | Avaliação              |
| --------------------------------------------------------------------------- | ---------------------- |
| Allmusic                                                                    | [ 1 ]                  |
| Esta tabela precisa de ser acompanhada por texto em prosa. Consulte o guia. |                        |

## Músicas

### Disco 1
1. Less Than a Pearl
2. Amarantine
3. It's in the Rain
4. If I Could Be Where You Are
5. The River Sings
6. Long Long Journey
7. Sumiregusa (Wild Violet)
8. Someone Said Goodbye
9. A Moment Lost
10. Drifting"
11. Amid the Falling Snow
12. Water Shows the Hidden Heart

### Disco 2
1. Adeste, Fideles
2. The Magic of the Night
3. We Wish You a Merry Christmas
4. Christmas Secrets